# Apologie pour l'histoire ou Métier d'historien
Apologie pour l'histoire ou Métier d'historien est un essai de Marc Bloch rédigé entre la fin de 1940 et les premiers mois de 1943. Inachevé, il est publié de manière posthume en 1949, à l’initiative de Lucien Febvre.
Marc Bloch s'interroge sur ce qu'est l’histoire, et plus particulièrement sur le rôle et les méthodes de l’historien dans la construction de cette science.
L'Apologie est souvent vu comme le « testament » historique de Marc Bloch, et a un écho mondial les années qui suivent sa sortie. Il est en cela emblématique de la pensée de l'école des Annales, que l'auteur a cofondée à la fin des années 1920 avec Lucien Febvre.
Il est peu lu dans les années 1970 en France, alors que les méthodes historiques se tournent vers de nouveaux courants (le linguistic turn, ou la Nouvelle Histoire, par exemple). En outre, il a une influence sur de nombreux historiens du monde anglo-saxon, se diffusant au moment où d'autres universitaires des Annales sont traduits en anglais.
L'ouvrage regagne en popularité dans les années qui suivent. Il est republié dans une nouvelle édition critique en 1993, préfacée par Jacques Le Goff.

## Résumé

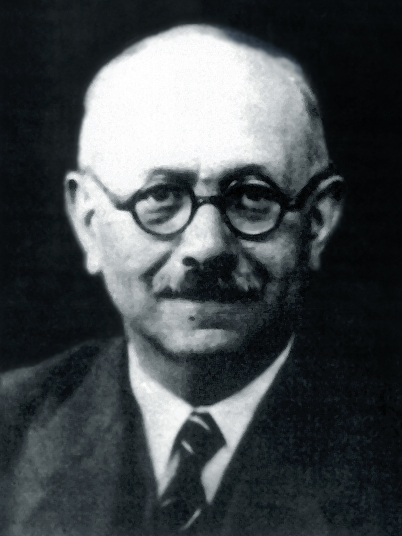
Marc Bloch (1944)

Après un court texte en manière de dédicace à Lucien Febvre, où il souligne la proximité qui les unit, Marc Bloch ouvre son introduction par la question d'un de ses fils : « Papa, explique-moi donc à quoi sert l’histoire. ». Il précise que l'ouvrage s'efforcera d'être sa réponse à cette interrogation. Il revient sur la place de l'historien, la légitimité de l'effort intellectuel des scientifiques, et sur le rôle de la science.

### Chapitre I:L'Histoire, les Hommes et le Temps
Ce chapitre est divisé en sept sous-chapitres relativement courts. Marc Bloch évoque d'abord, dans le premier sous-chapitre intitulé « Le choix de l'historien », l'origine grecque du mot histoire, signalant au lecteur qu'il gardera, dans cet ouvrage, sa signification la plus large. L'auteur précise qu'il ne cherche pas à enfermer l'histoire dans une définition, mais qu'il s'agit plutôt de réfléchir aux outils de l'historien, et à sa façon de faire un choix dans « l'immense et confuse réalité ».
Marc Bloch poursuit dans un second sous-chapitre, nommé « L'histoire et les hommes ». Il rejette le lieu commun consistant à dire que « l'Histoire est la science du passé ». Pour lui, l'objet de l'histoire, ce sont « les hommes ». Il privilégie au singulier le pluriel, « mode grammatical de la relativité, [qui] convient à une science du divers ». Marc Bloch rappelle que de ce caractère de l'histoire, science de l’homme, a découlé des questionnements liés au langage, cherchant à savoir si l'histoire était une science ou un art. Pour Marc Bloch, l'histoire, science des hommes donc, requiert « une grande finesse de langage, une juste couleur dans le ton verbal » pour traduire les phénomènes historiques très délicats.
Plus encore, l'histoire est la science des hommes dans le temps. Il l’affirme dans un troisième sous-chapitre intitulé « Le temps historique », où il précise que, si le temps à une importance dans de nombreux champs scientifiques, il a la particularité d'être central ici, d'être « le plasma même où baignent les phénomènes et comme le lieu de leur intelligibilité ».
Puis, dans le sous-chapitre suivant, Marc Bloch évoque l'habitude de l’explication du plus proche par le plus lointain, qu'il nomme la hantise des origines. C'est un mode de réflexion qui a eu selon lui son moment de faveur dans la pensée historique. Mais c'est une voie ambiguë et potentiellement dangereuse, car cette « obsession embryogénique » de l'origine peut amener un emploi du passé qui serve à expliquer le présent pour mieux le justifier ou le condamner. Cela peut conduire à formuler des jugements, « autre satanique ennemi de la véritable histoire ». Marc Bloch donne l’exemple des études chrétiennes, où il ne s'agit pas d'expliquer « si Jésus fut crucifié, puis ressuscité », mais de comprendre comment et pourquoi les hommes y croient. Là entrent en jeu de multiples facteurs, de structure sociale ou de mentalité, par exemple. De même pour l'étymologie, où il ne s'agit pas de donner uniquement le premier sens connu d'un mot, mais d'expliquer le glissement sémantique qu'il a subi. Ainsi, pour Marc Bloch, on ne peut expliquer un phénomène historique sans tenir compte de son moment. Puis, dans le sous-chapitre suivant, « Des limites de l’actuel et de l’inactuel », il affirme que le temps proche n'est pas moins praticable que les périodes plus anciennes, sans pour autant le reléguer à la sociologie, comme d'autres savants. Ainsi aborde-t-il ensuite le maintien de mécanismes sociaux historiquement anciens dans le monde contemporain. Il prend l’exemple du découpage parcellaire contemporain, qu'il lie aux « défricheurs de l'Âge des dolmens », plus qu'aux légistes du Premier empire, à l'origine du Code Civil. L’évolution humaine n'est pas le résultat d'une suite de « brèves et profondes saccades, dont chacune ne durerait que l’espace de quelques vies ». De même, il explore l'importance pour l'historien de connaître son présent. Marc Bloch, pour illustrer cette idée, raconte qu'alors qu'il était en vacances avec Henri Pirenne, ce dernier souhaita visiter l'hôtel de ville neuf de Stockholm, et lui dit : « Si j’étais un antiquaire, je n’aurais d’yeux que pour les vieilles choses. Mais je suis un historien. C’est pourquoi j’aime la vie ». Car l'appréhension du vivant est d'après Marc Bloch « la qualité maîtresse de l’historien ».

### Chapitre II:L’Observation historique

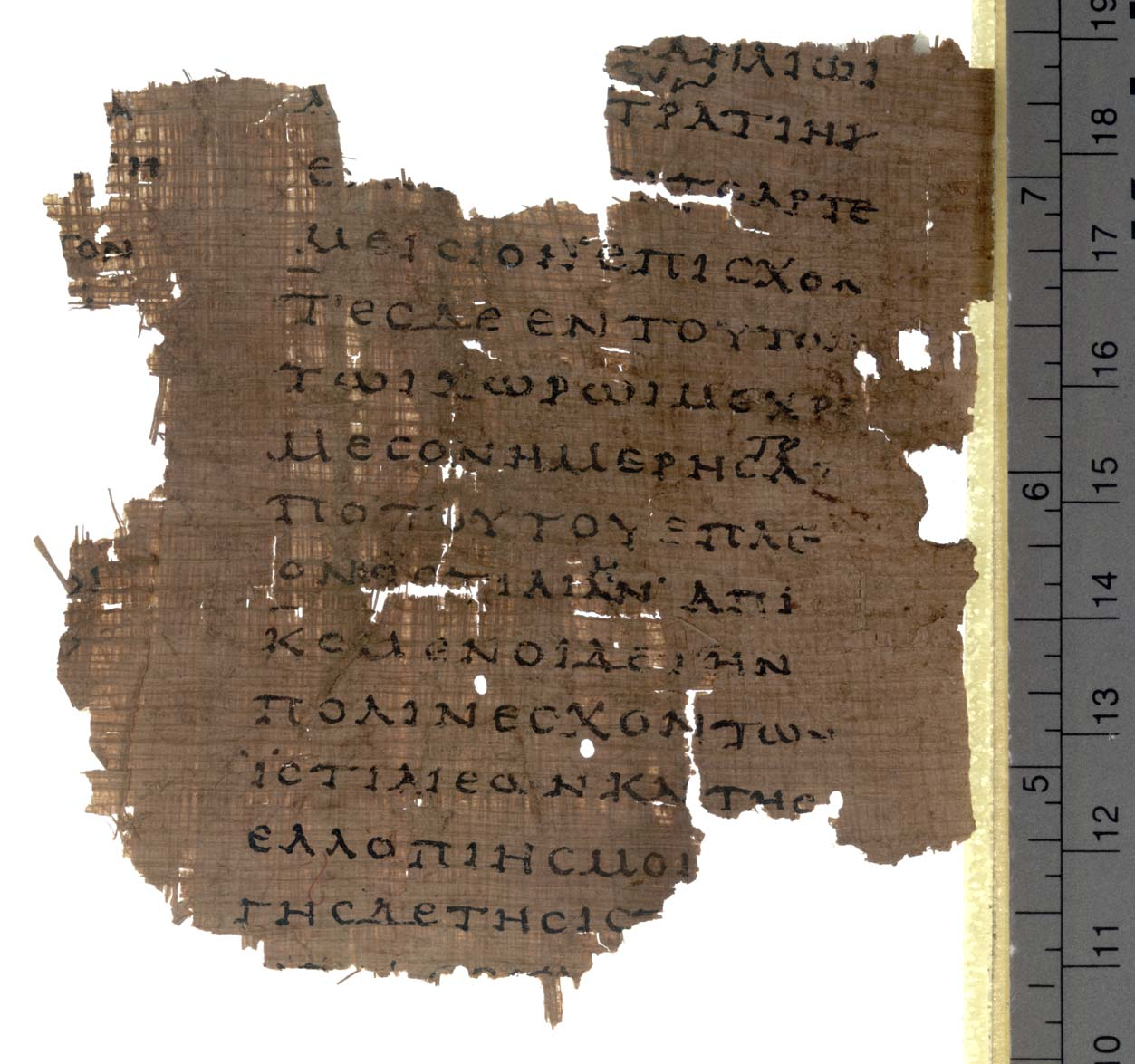
Fragment d'Hérodote, papyrus d'Oxyrhynque. L'œuvre d'Hérodote est utilisée comme exemple du témoignage volontaire par Marc Bloch.

Après avoir donc traité de ce qui est l'objet scientifique de l'historien, Marc Bloch souligne qu'il ne suffit pas à celui-ci d'exister pour définir une science, car cette dernière repose aussi, entre autres, sur la méthode. Ainsi, il faut, pour l'auteur, expliciter ce qu’est l'observation scientifique, qui fait de l’histoire une science.

#### «Caractères généraux de l’observation historique»
Pour Bloch, il convient de nuancer que « par contraste avec la connaissance du présent, celle du passé serait nécessairement « indirecte » ». En effet, la connaissance du présent s'effectue aussi à travers des biais indirects. Marc Bloch souligne le biais qui tend à faire percevoir malencontreusement les faits les plus reculés historiquement comme les plus difficiles à transcrire. Cela serait dû au fait que les intellectuels, en pensant à la « connaissance indirecte », n'ont vu par là que ce qui ressortirait d'un témoignage humain. Mais les traces archéologiques, par exemple, avec la méthode historique, sont des preuves de faits lointains qui ne nécessitent pas cette parole humaine. Marc Bloch remet en cause l'idée que l'homme, ou plus précisément les récits formulés par celui-ci, seraient à la base de tout témoignage historique indirect. Cependant, ces documents matériels « ne sont pas, à beaucoup près, les seuls à posséder ce privilège de pouvoir être ainsi appréhendés de première main ». Un « rite fixé sur une stèle », un élément de droit, ou un héritage langagier sont aussi des ressources qui n'impliquent pas de se référer à un autre « cerveau humain », témoin des choses. L'historien, aux yeux de Marc Bloch, s'il arrive après les faits, ne sera pour autant pas incapable d'en percevoir des résidus.
Si la matière qu'est le passé est figée, les méthodes pour l'étudier sont en évolution, et font surgir de nouveaux résultats au fur et à mesure que les scientifiques questionnent leur objet. Ce dernier est toutefois limité puisqu'il « interdit [aux historiens] de rien connaître de lui qu’il ne leur ait lui-même livré, sciemment ou non ». Le chercheur doit, après avoir « tout tenté », savoir « se résigner à l’ignorance et l’avouer honnêtement ».

#### «Les témoignages»
Marc Bloch évoque ensuite la différence entre les témoignages volontaires (à la manière des travaux d'Hérodote) et involontaire (les « guides du voyage d’au-delà » trouvés dans les tombeaux égyptiens, par exemple). Pour lui « témoigner, c'est transmettre une part de vérité, mais c'est aussi l'exposer au doute ». Il souligne que ces derniers sont devenus la principale matière de l'histoire, et ce assez logiquement. Ils risquent moins de souffrir des préjugés des hommes du passé, ou des possibles maquillages pour la postérité. D'ailleurs, ces témoignages volontaires sont eux-mêmes instructifs au-delà de leur objectif initial, éclairant sur les façons de penser et de vivre des hommes qui les rédigent. Bloch y voit « une grande revanche de l’intelligence sur le donné ». Mais il faut pour cela savoir formuler un questionnaire pertinent pour interroger ces documents. En ce sens et avant toute chose, il est nécessaire à l'historien d'avoir une direction pour exploiter la source, sans quoi, tel un explorateur sans itinéraire, « il risquerait d’errer éternellement à l’aventure ».
En outre, Il plaide pour que les historiens maîtrisent au moins « une teinture » de toutes les « sciences auxiliaires » de l'histoire, afin de pouvoir juger de l’étendue de la discipline, et de la complexité des outils à sa disposition. Il faut aussi à ses yeux favoriser le travail en équipe d'érudits de chaque technique pour traiter de problèmes précis, ce qui fait à ses yeux défaut à l'histoire.

#### «La transmission des témoignages»
L'historien revient enfin sur la « transmission des témoignages », mettant en avant l'importance de l'archiviste et des outils qu'il formule pour faciliter l'accès aux documents pour les historiens, et leur persistance. Pour Marc Bloch, il est essentiel pour les historiens, en plus de fournir une bibliographie, d'expliquer leur façon de procéder : « Tout livre d’histoire digne de ce nom devrait comporter un chapitre […] qui s’intitulerait à peu près : « Comment puis-je savoir ce que je vais dire ? » ».

### Chapitre III:La Critique

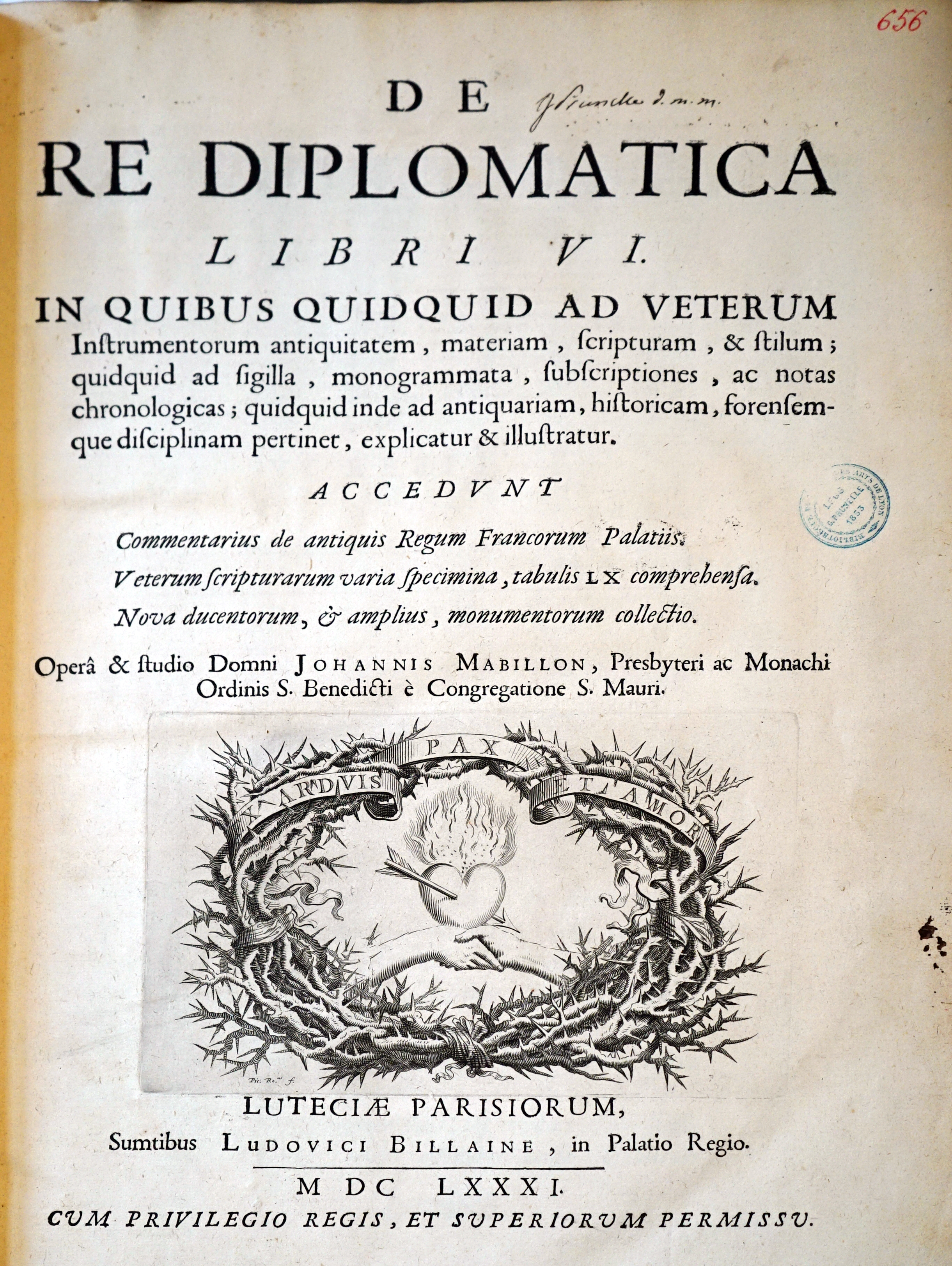
La publication de De re diplomatica, en 1681, constitue aux yeux de Marc Bloch le moment décisif dans l'histoire de la méthode critique.

#### «Esquisse d'une histoire de la méthode critique»
Marc Bloch a la volonté de formuler une « esquisse d'une histoire de la méthode critique ». S'il ne faut pas prendre les témoignages pour argent comptant, l'historien souligne qu'un rejet systématique de toute information n'est pas une position plus glorieuse. De même, la critique de « bon sens », qu'il définit comme un « composé de postulats irraisonnés et d'expériences hâtivement généralisées » n'a pas grande valeur. Pour Marc Bloch, il faut pour que le doute se fasse examinateur, qu'il procède de règles élaborées permettant de distinguer le mensonge de la vérité. Il place d'ailleurs la date de fondation définitive de la critique des documents d'archives à la publication du De re diplomatica du moine bénédictin Jean Mabillon, en 1681, qui formule des règles pour faire une critique documentaire appliquée afin d'attester de l'authenticité d'un document (essentiellement des diplômes). C'est à la même période que le terme de « critique » voit progressivement sa signification changer. Auparavant jugement de goût, il devient « épreuve de véracité ». Bloch voit en cette période plusieurs figures issues d'une même génération : Jean Mabillon, Richard Simon, Daniel van Papenbroeck, et Baruch Spinoza, nées vers 1630. C'est aussi une époque où le Discours de la méthode touche des sensibilités intellectuelles, et l'historien y voit un possible lien avec l'émergence de ces nouvelles conceptions du doute, qui devient « un instrument de connaissance ». Cela ne veut pas dire cependant que la méthode critique s'est diffusée instantanément dans l'histoire, en tant que science. L’école allemande, Ernest Renan, et Numa Denis Fustel de Coulanges ont au XIXe siècle « rendu à l'érudition son rang intellectuel ». C'est en outre une part de la mission de l'historien que de réussir à se faire comprendre du public. Et Marc Bloch reproche en cela un « enseignement mal conçu » et une « pudeur singulière » de l'historien, qui livre « sans défense » les lecteurs à des « faux brillants d'une histoire prétendue », comme Charles Maurras, Jacques Bainville ou Plekhanov, qui affirment là où « Coulanges ou Pirenne auraient douté ». L'historien met en exergue l'importance des notes dans les ouvrages historiques, car « une affirmation n'a le droit de se produire qu'à la condition de pouvoir être vérifiée ». Car, aux yeux de Marc Bloch, les « forces de la raison » progresseront grandement quand il sera admis qu'on mesure la valeur d'une connaissance à « son empressement à tendre le cou d'avance à la réfutation ».

#### «À la poursuite du mensonge et de l’erreur»

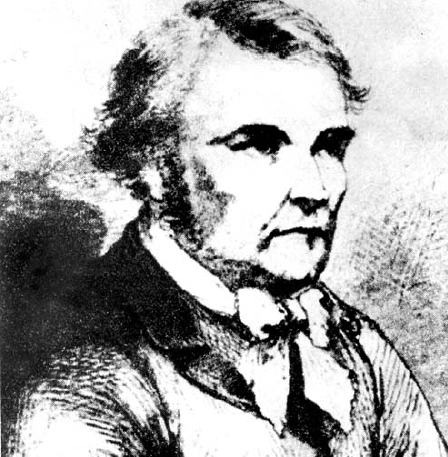
Le faussaire Denis Vrain-Lucas, concepteur de fausses lettres attribuées à Blaise Pascal, qu'il a vendues au mathématicien Michel Chasles.

Il existe deux formes d'imposture, qui peuvent « vicier » un témoignage : d'abord, la tromperie sur l’identité de l’auteur, ou la date de rédaction du document ; ensuite la tromperie sur le fond même du témoignage. Et Marc Bloch de donner en exemple les Commentaires de Jules César, dans lesquels ce dernier a « sciemment beaucoup déformé, beaucoup omis ». Ainsi, l'auteur appelle à douter des documents, même quand ils sont issus d'institutions officielles. L'antidatage, rappelle-t-il pour illustrer son propos, est une pratique actuelle, et les hommes du passé « n’étaient pas là-dessus plus délicats » que ceux du temps présent. Mais au-delà du constat de la tromperie, il faut surtout pour l'historien en définir l'objectif initial. Chercher « derrière l'imposture, l'imposteur » : 

« […] Un mensonge, en tant que tel, est à sa façon un témoignage. Prouver, sans plus, que le célèbre diplôme de Charlemagne pour l’église d’Aix-la-Chapelle n’est pas authentique — c’est s’épargner une erreur ; ce n’est pas acquérir une connaissance. Réussissons-nous, au contraire, à déterminer que le faux fut composé dans l’entourage de Frédéric Barberousse ? Qu’il y eut pour raison d’être de servir les grands rêves impériaux ? »

L'historien souligne que certaines époques sont propices au mensonge : c'est notamment le cas de la période qui va de la fin du XVIIIe siècle au début du XIXe siècle, qu'il qualifie de « vaste symphonie des fraudes », donnant en exemple les « poésies prétendument médiévales de Clotilde de Surville » ou les « chants soi-disant traduits du croate par Mérimée ». Il en est de même pour le Moyen Âge, entre le VIIIe et le XIIe siècle. Marc Bloch remarque que ces deux périodes, attachées à la tradition, au respect d'un passé « vénéré », sont celles qui paradoxalement prennent le plus de liberté avec son héritage. Il donne ensuite l'exemple du faussaire Denis Vrain-Lucas, qui a vendu de nombreux faux au mathématicien Michel Chasles, entraînant une série de mensonges autour de la paternité de la découverte de l'attraction universelle. Car « la fraude, par nature, enfante la fraude ». C'est pourquoi il est nécessaire d'être très attentif à l'imposture, se présentant « par grappes » de faux, s’étayant entre-eux. Enfin, il est une troisième forme d'imposture, le « sournois remaniement », qui consiste à insérer du faux dans un contenu vrai, généralement pour broder.
Mais il arrive souvent, par voie de rumeur par exemple, que les témoins se trompent sans mauvaise foi aucune. Il est donc nécessaire de mobiliser la psychologie du témoignage dans la science historique, pour démêler le vrai du faux. Les témoignages s'appuient sur une mémoire qui peut être défaillante. L'historien appelle à la prudence : « le bon témoin n'existe pas ; il n'y a que de bons ou mauvais témoignages ». Ces erreurs du témoignage prennent cependant une valeur documentaire, permettant d'étudier l'atmosphère sociale particulière au moment où elles ont été formulées. Marc Bloch raconte comment un allemand de Brême, fait prisonnier près du Chemin des Dames par son régiment en septembre 1917, a généré à l’arrière des lignes de front une rumeur selon laquelle un commerçant allemand, établi à Braisne, aurait été arrêté pour espionnage. Bloch, au-delà de la déformation de Brême et Braisne, voit en cette rumeur un exemple d'erreur « orientée d'avance », devenant « le miroir où la conscience collective contemple ses propres traits ». À cet égard, la Première Guerre mondiale est au regard de Marc Bloch un terrain intéressant pour étudier la diffusion du témoignage, sa déformation, car il a notamment vu renaître une tradition de transmission orale sur le front. L'historien met en parallèle ce microcosme particulier avec le Haut Moyen Âge, où la tradition orale est aussi forte.

#### «Essai d’une logique de la méthode critique»

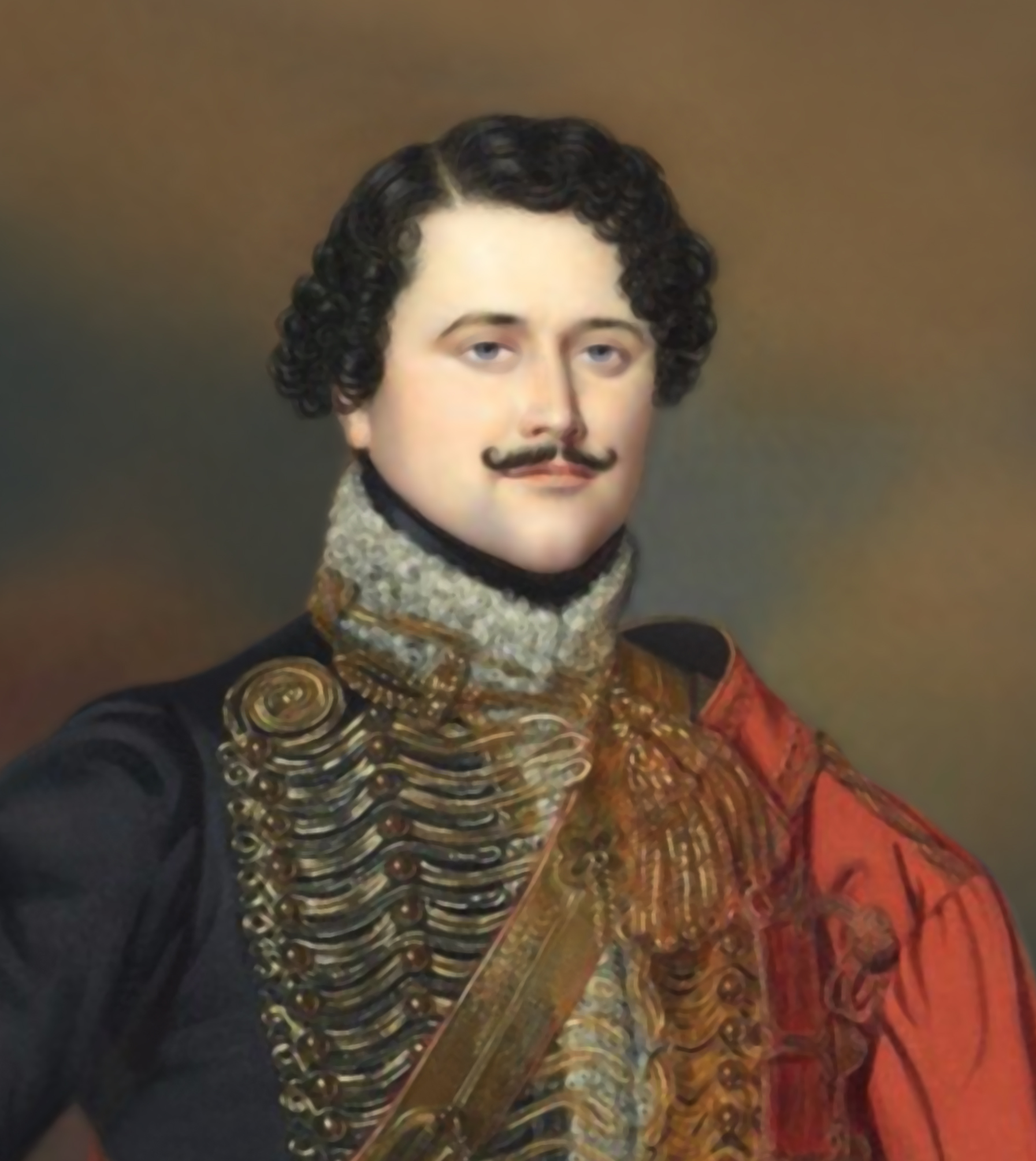
Une action héroïque que s'attribue Marcellin Marbot dans ses Mémoires sert d'exemple à Marc Bloch pour montrer la faiblesse du récit quand il est confronté à des preuves d'autre type allant dans un sens différent.

Marc Bloch cherche dans cette longue sous-partie à dégager la « dialectique propre » de la critique du témoignage. Celle-ci est basée sur la comparaison entre l'objet étudié et un ensemble de documents déjà découverts. Cette confrontation du témoignage avec d'autres, voisins, aboutit suivant les cas à des conclusions diverses.
L'historien évoque d'abord le cas du récit. il prend pour exemple un exploit militaire raconté par Marcellin de Marbot dans ses Mémoires, qui n'est corroboré par aucune preuve existante. Il faut faire un choix entre le récit héroïque autobiographique et toutes les sources qui vont dans un sens différent. Ici, le premier témoignage ne tient pas face au poids des faits attestés ailleurs, en formulant une analyse psychologique. On prend tour à tour les témoins, en pesant « les raisons présumées de la véracité, du mensonge ou de l’erreur. » Marc Bloch évoque ensuite le cas d'une charte datée du XIIe siècle mais qui pourtant n’en présente aucunement les traits. On en conclut aussi que ce document est faux, mais pour des raisons d'une nature différente. En effet, l’argumentation, de nature plus sociologique cette fois, s'appuie ici sur le fait qu'au sein d'une société existe « une similitude de coutumes et de techniques trop forte pour permettre à aucun individu de s'éloigner sensiblement de la pratique commune ». Mais une trop forte similitude entre deux documents peut aussi être révélatrice d'une copie de l'un par l’autre. Et la critique se « meut entre ces deux extrêmes : la similitude qui justifie et celle qui discrédite ». Il faut ensuite définir quel document est la copie de l'autre. « Démasquer une imitation, c’est, là où nous croyons d’abord avoir affaire à deux ou plusieurs témoins, n’en plus laisser subsister qu’un ». Cet élément de la méthode critique que Marc Bloch appelle « le principe de ressemblance limitée » s'illustre selon lui très bien dans les études statistiques, où plusieurs recherches comparées sur un sujet identique qui incluent un grand nombre de données (et où les erreurs isolées se compensent) fourniront logiquement des résultats concordants, non identiques, mais non drastiquement différents.
Mais la mise au jour d'un témoignage ou d'un document qui est dissonant de nos connaissances scientifiques ne permet pas instantanément de conclure à un faux, car cela serait la fin de la découverte en science historique. Cela interroge la méthodologie critique, mais celle-ci n'en devient pas pour autant caduque. Car tout témoignage, s'il revêt un caractère inédit n'en reste pas moins lié à son temps.
Il faut, pour Marc Bloch, mobiliser dans cette critique du témoignage les outils fournis par la théorie des probabilités. Non pas pour tenter d'évaluer les chances qu'a eu un événement de se produire, mais pour questionner celles qu'une coïncidence ait eu véritablement lieu dans la production du document, et qu’il ne s'agit pas, par exemple, d'un plagiat. Mais l'histoire prodigue des données « d’une extraordinaire complexité », qui demeurent le plus souvent « rebelles à toute traduction mathématique ». La critique de manuscrits anciens ou médiévaux n'accepte que peu la possibilité d'une coïncidence quand des occurrences similaires apparaissent dans deux ouvrages, cherchant un lien direct là où il s'agirait plutôt, par exemple, du contexte social ou d'habitudes semblables des copistes. Les mathématiques peuvent tout de même aider l'historien à « mieux analyser [ses] raisonnements et à les mieux conduire ». Marc Bloch termine ce chapitre en revenant sur l'importance pour la connaissance historique de « l’avènement d’une méthode rationnelle de critique, appliquée au témoignage humain ». Marc Bloch ajoute finalement que la connaissance forgée par la méthode critique n’est pas étrangère à la conduite des hommes. C'est par ces méthodes qui se sont perfectionnées au fil du temps que les hommes sont amenés à peser l’exactitude. Ceci se retranscrit par exemple dans la psychologie, où le témoignage peut être interrogé avec méthode pour en tirer le vrai. L'histoire a, en élaborant la technique de la critique, « ouvert aux hommes une route nouvelle vers le vrai et, par suite, le juste ».

### Chapitre IV:L'Analyse historique

#### «Juger ou comprendre?»
L'historien s'interroge d'abord sur l'impartialité en histoire. Évoquant la tradition des historiens qui se faisaient juges des actions des hommes, il rappelle la nature relative du jugement, inscrit dans un système de références morales. Il donne l’exemple du traitement de Robespierre par l'historiographie : « Robespierristes, anti-robespierristes, nous vous crions grâce : par pitié, dites-nous, simplement, quel fut Robespierre ». Si l'historien ne doit pas se poser en juge, il ne faut pas pour autant qu'il s'empêche d'analyser le succès ou l'échec d'une action, car ils sont factuels. Pour Marc Bloch, il y a un mot qui « domine et illumine [les] études » des historiens : « Comprendre ». Et ce, aussi, pour mener des luttes politiques, où un « peu plus d’intelligence des âmes serait nécessaire ».

#### «De la diversité des faits humains à l’unité des consciences»
Ensuite, Marc Bloch traite, dans ce sous-chapitre, de l'importance de regrouper et de comparer les faits humains pour mieux les cerner. Il est nécessaire d'ordonner rationnellement la matière historique, ne serait-ce que pour pouvoir l'inscrire dans le temps, et y voir les évolutions. Il utilise l’exemple d'une inscription latine, où la langue utilisée, en évolution, permet de produire une analyse de réalités antérieures. Ces classements, ces divisions, sont des abstractions que revendique Marc Bloch, nécessaires à ses yeux pour faire la science : « La science ne décompose le réel qu’afin de mieux l’observer, grâce à un jeu de feux croisés dont les rayons constamment se combinent et s’interpénètrent ». Il ne faut toutefois pas se perdre dans ces découpages. Les hommes peuvent endosser plusieurs rôles qui s'entremêlent, rendant subtile l'étude de cet objet. Il en va de même pour les sociétés, qui ne sont pas qu’une somme d'individus. En faire l'histoire nécessite aussi sur l’étude de son unité, une recomposition des fragments qui la composent, et de leurs interactions. L'historien travaille sur le temps, à travers une « oscillation nécessaire » entre les impacts de phénomènes de longue durée, et le moment où « ces courants se resserrent dans le nœud puissant des consciences ».

#### «La nomenclature»
Ce dernier sous-chapitre est consacré au problème de la nomenclature. Marc Bloch évoque la question du langage utilisé en histoire, l'outil « capable de dessiner avec précision les contours des faits, tout en conservant la souplesse nécessaire pour s'adapter progressivement aux découvertes », qui semble à ses yeux encore faire défaut aux historiens, contrairement à d'autres sciences qui n'ont pas l'obligation de se baser sur un vocabulaire déjà existant. Il s'intéresse notamment aux stratégies utilisées pour construire des nomenclatures en science historique dans l’objectif de traiter de faits sociaux et d'institutions dont les noms sont issus d'autres langues, ou qui ont subi des traductions multiples ou des altérations sémantiques. Il écrit : « Le vocabulaire des documents n’est, à sa façon, rien d’autre qu’un témoignage. Précieux, sans doute, entre tous ; mais, comme tous les témoignages, imparfait ; donc, sujet à critique ». Marc Bloch considère qu'il est pertinent de forger des mots pour désigner des groupes de faits, mais qu'il faut prendre garde de ne pas tomber dans l'anachronisme, « entre tous les péchés, au regard d’une science du temps, le plus impardonnable », non plus que d'effacer sous des étiquettes des réalités plus complexes. Il détaille en exemple les origines et les usages parfois problématiques du terme « Moyen Âge ». Plus loin, Marc Bloch déplore l'habitude de faire des siècles des bornes chronologiques, considérant qu’il est nécessaire de demander aux phénomènes étudiés leurs propres périodes. Il questionne ensuite les notions de périodicité et de générations, et sur ce qui fait une civilisation. Il conclut en soulignant la difficulté de faire un sectionnement rigide du temps humain, et note que l'histoire doit faire œuvre de plasticité pour adapter ses classifications « aux lignes même du réel ».

### Chapitre V: Sans titre
Le dernier chapitre de cet ouvrage inachevé ne fait que quelques pages et ne contient pas de sous-partie. Marc Bloch revient d'abord sur l'idée de cause en histoire. Il questionne les choix, nécessairement arbitraires, des antécédents, effectués par les historiens pour étudier les événements. Il écrit : « Les causes, en histoire pas plus qu’ailleurs, ne se postulent pas. Elles se cherchent ». Il met en garde contre des raisonnements trop déterministes des événements, qui chercheraient forcément à justifier d'un motif toutes les actions, parfois en partant de présupposés faussant le processus scientifique.

## Analyse

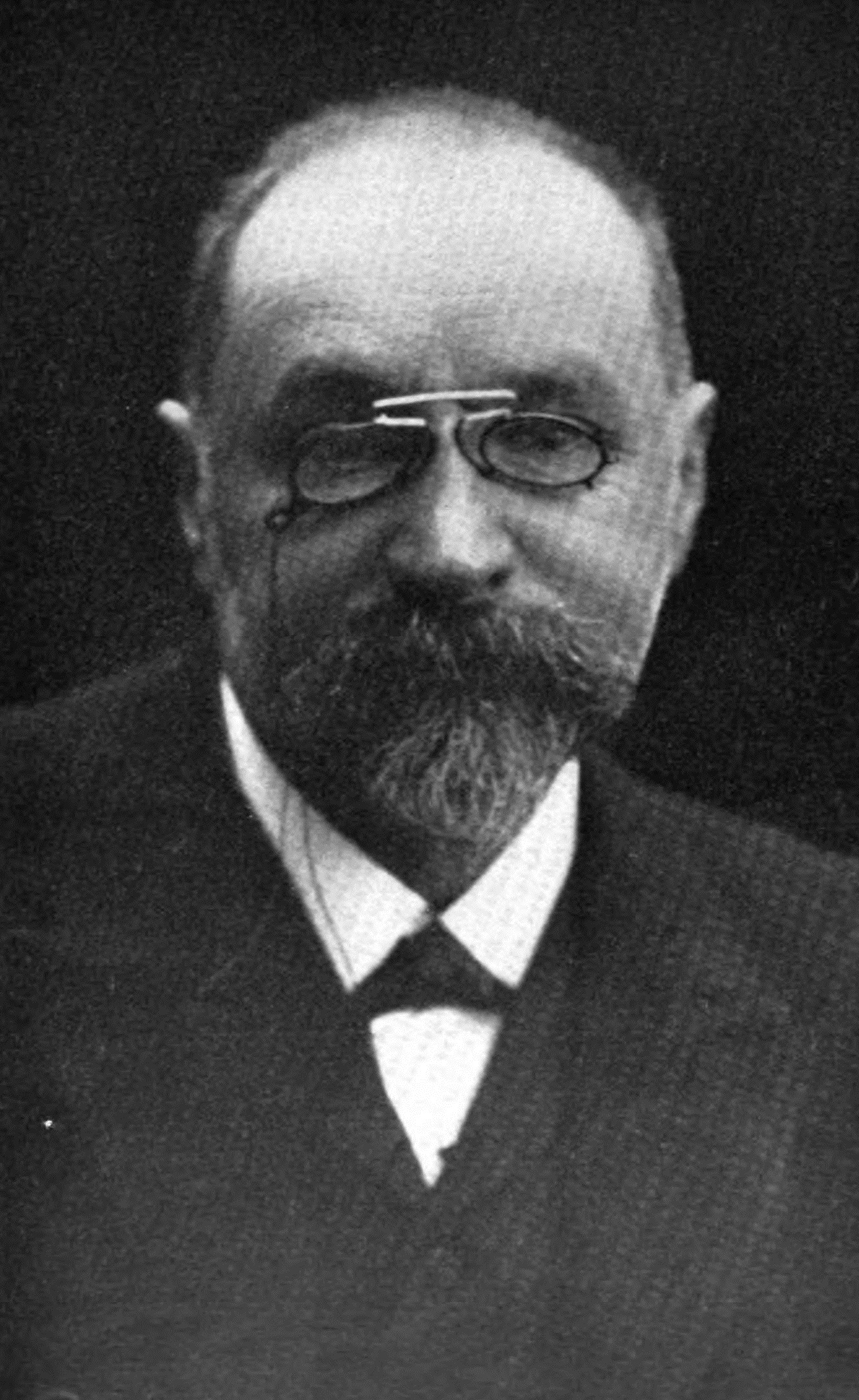
Charles Seignobos, historien de l'École méthodique (parfois appelée école positiviste). Il est l'une des figures de ce courant qui précède celui des Annales, fondé par Marc Bloch et Lucien Febvre.

Apologie pour l'histoire ou Métier d'historien est un essai qui synthétise la conception de l'histoire développée dans l'entre-deux-guerres par l'école des Annales, que Marc Bloch a fondée avec l'historien Lucien Febvre. Dans la recension qu'elle fait de l'ouvrage, en 1951, Renée Doehard le perçoit comme « une glose de l'Introduction aux Études historiques de Langlois et Seignobos ou de la Storiografia de B. Croce », qui, sans fondamentalement dévier des vues de ces intellectuels, rajeunit et enrichit leurs questionnements.
L'historien Gérard Noiriel, dans un article publié en 1994, à l'occasion des 50 ans de l’assassinat de Marc Bloch, tire différentes analyses de l'essai inachevé. L'Apologie, comme c'est souvent souligné par les études qui lui sont dédiées, donne un rôle important au présent, parce que Marc Bloch est attaché à l'idée que l'historien doit « rendre des comptes » à la société qui le rémunère. Gérard Noiriel met en parallèle l'Apologie et une autre œuvre rédigée pendant la guerre par Marc Bloch, L'Étrange Défaite. La première fait figure de passage au crible par l'auteur de son propre rôle d'historien, la seconde, de son rôle de citoyen dans la défaite française de 1940.
Tout comme Jacques Le Goff l'a souligné dans la préface de la réédition de 1993, il y a une préoccupation éthique importante dans cet essai de Marc Bloch, qui cherche à construire un plaidoyer pour la recherche historique. Marc Bloch voit l'histoire comme une science utile aux hommes en cela qu’elle participe du développement de leurs connaissances scientifiques, servant les hommes dans leurs actions. L'histoire est une science qui permet la compréhension des actes de son objet, l'homme, en privilégiant la dimension temporelle dans son étude des individus, en faisant une contrainte fondamentale. Noiriel souligne d'ailleurs la place importante de la psychologie dans cet ouvrage.
Marc Bloch considère que l'historien doit être un acteur de la vie sociale de son époque. L'historien doit savoir se défaire de ses expériences de « sens commun » pour analyser le passé, et éviter à tout prix l'anachronisme. Cette oscillation effectuée entre monde passé et monde social est, dans l'Apologie, l'élément central qui définit le travail de l'historien. Il y a chez Marc Bloch l’envie de démontrer que l'historien met en place ses questionnements dans le concret de ses recherches quotidiennes, et il l’appuie par plusieurs exemples dans les chapitres consacrés à l'observation, à la critique des sources et à l'analyse historique.
Gérard Noiriel remarque que Marc Bloch fait un constat sévère de certaines pratiques d'autres historiens, en particulier ceux qui formulent des jugements en tant qu’acteur du monde présent et non en tant que chercheur ; ce dernier doit proscrire le jugement de valeur. Il plaide en outre pour que l'historien soit un intermédiaire entre le monde savant et le monde social, par son écriture et par les objets qu'il étudie. Il doit aussi faciliter la vérifiabilité et expliciter plus souvent comment il conduit ses recherches. En outre, Marc Bloch insiste sur l'importance du travail collectif, et de la transdisciplinarité, trop peu mobilisés à son goût. Cela s'inscrit dans l'un des chevaux de bataille des premiers historiens des Annales. Gérard Noiriel souligne que, dès 1928, Marc Bloch avait formulé des pistes pour « une réconciliation [des] terminologies et [des] questionnaires [des historiens] » au Congrès international de sciences historiques d'Oslo. Par ailleurs, Bloch ne cache pas son désaccord avec Charles Seignobos quant à la conception de l'histoire, mais précise qu’il lui est reconnaissant de son enseignement, qui lui a en partie permis de formuler une remise en question des vues de ses aînés. L'historien Dominique Barthélemy, dans un article publié en 1996, souligne que Marc Bloch ne s'oppose pas, dans son Apologie, aux historiens positivistes. Au contraire, il revendique, dans le chapitre consacré à la critique, les méthodes d'analyse de Seignobos et de ses pairs et y ajoute selon Barthélemy une dimension sociologique, étant inspiré par les travaux d'Émile Durkheim et Lucien Lévy-Bruhl, qui sont alors en vogue dans les sciences humaines.

## Rédaction

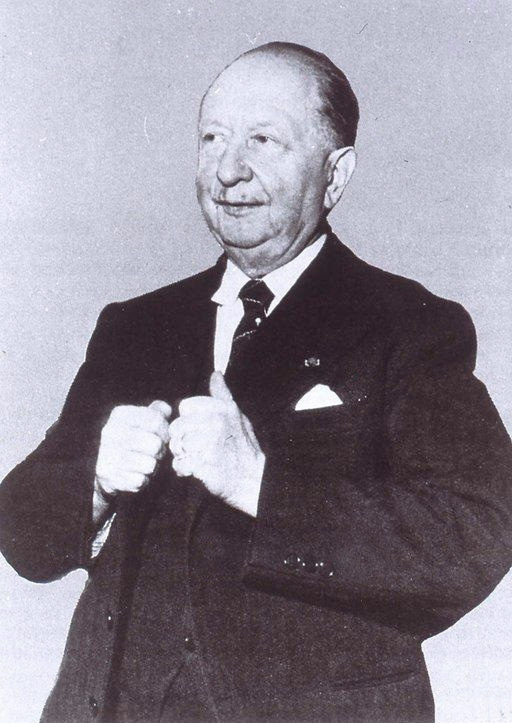
L'historien Lucien Febvre, proche de Marc Bloch, est à l'origine de la publication d'Apologie pour l'histoire, en 1949.

### Genèse
Dès 1935, Marc Bloch envisage d'écrire un texte de méthodologie qui traiterait de domaines qu'il considère délaissés par les historiens traditionnels, comme la critique du témoignage, ou la théorie des coïncidences improbables, deux thématiques centrales de l'Apologie. Il avait auparavant déjà manifesté un intérêt vif pour la méthodologie historique : en 1914, il a prononcé un discours intitulé Critique historique et critique du témoignage à une remise de prix lycéens. Quelques années plus tard, en 1921, il rédige le court texte Réflexion d'un historien sur les fausses nouvelles de la guerre, qui traite d'un thème que l’on retrouve là aussi dans l'essai. Il propose dans les années 1930 un recueil de textes de méthodologie nommé Historiens à l'atelier à Gallimard, sans succès.
Au début de la guerre, en septembre 1939, Marc Bloch rédige un court texte nommé Réflexion pour les lecteurs curieux de méthode, considéré comme l’ébauche de l'Apologie pour l'histoire, pour se donner « une trame intellectuelle ». Il est à ce moment-là mobilisé dans l'état-major, et est frustré des tâches qui lui sont confiées. Ce texte est alors censé être la préface d'une hypothétique Histoire de la société française dans le cadre européen qui ne verra pas le jour.
La rédaction de l'Apologie pour l'histoire commence en décembre 1940, partant de l'ébauche d'introduction précédemment mentionnée,. Il s'agit cette fois d'une œuvre à part entière, et non plus d'une introduction à un autre ouvrage, dans les plans de Marc Bloch.

### Écriture et contexte
Marc Bloch s'installe à Clermont-Ferrand à la fin de l’année 1940, avec sa femme et ses six enfants, suivant l’Université de Strasbourg qui s'est repliée dans cette ville, à la suite de la défaite française et de l'Occupation. Il n'a dès lors plus accès à sa bibliothèque, à ses notes, et vit dans un petit appartement avec son épouse, Simonne, tombée malade. Juif, il avait été exclu de la fonction publique (et donc de l'université) en 1940, mais avait été rétabli dans ses fonctions pour services exceptionnels, et nommé dans l'université précédemment mentionnée. Il obtient par la suite une mutation et s'installe avec sa famille à Montpellier. C'est dans ce contexte qu'est rédigée l'Apologie pour l'histoire, qu'il dédicace à sa mère, morte en 1941,. Il poursuit difficilement l’enseignement universitaire pendant cette période.
De mai 1941 à mars 1942, Marc Bloch rédige une première version manuscrite de l'essai, jusqu'à ce qui est le chapitre IV. Il s'arrête jusqu'en juillet 1942, puis reprend, continuant à enrichir le contenu de son œuvre, tout en remaniant l'ordre des parties. L'ouvrage se nomme alors encore Apologie pour l'histoire.
Plus tard, en 1942, Marc Bloch se réfère au texte avec le titre Métier historien, dans la correspondance qu'il entretient avec Lucien Febvre. Eux-deux étaient par ailleurs entrés dans une violente opposition entre avril et mai 1941, Marc Bloch refusant la poursuite de la publication des Annales sous l'Occupation, alors que Febvre souhaite la maintenir, pour participer à une forme de résistance intellectuelle,. Marc Bloch donne finalement son feu vert pour la publication de la revue, et y participe sous le pseudonyme de Fougères. Il fait une dédicace à Febvre, qu'il nomme son « frère de combat », dans l'Apologie.
D'août 1942 à mars 1943, il retravaille son texte et le complète, le propos se faisant « plus profond »,. Le chapitre V n’est pas complet. La dernière rédaction existante date du printemps 1943.
En réalité, à partir de 1942 et la prise de la zone libre par l'occupant, Marc Bloch est entré dans la clandestinité. Membre important de la Résistance intérieure à Lyon à partir de 1943, d'abord au sein du mouvement Franc-Tireur, puis dans les Mouvements unis de la Résistance, il est capturé, torturé, puis fusillé par la Gestapo le 16 juin 1944. L'Apologie pour l'histoire reste inachevée.
Pour qualifier cet ouvrage, rédigé au cours de cette période, Bertrand Müller parle d'un « livre de consolation », dans un moment où l'historien est « empêché ».

### Premiers manuscrits et versions publiées
Les manuscrits de l'Apologie pour l'histoire ont échappé au pillage allemand de la maison de campagne de Marc Bloch, à Fougères, et sont restés dans la famille de l'historien. Étienne Bloch, son fils, confie trois manuscrits de l'essai à Lucien Febvre à la fin de l’année 1944, et en conserve deux. L'ouvrage est finalement publié dans le troisième numéro des Cahiers des Annales, en 1949, après travail éditorial de Lucien Febvre.
L'historien italien Massimo Mastrogregori explique dans un article publié en 1989 dans les Annales qu'il a retrouvé les premiers brouillons de l'Apologie pour l'histoire, alors nommé Métier d'historien, en explorant les documents de Marc Bloch conservés aux Archives de France. Le plan est alors différent, de même que les textes, retravaillés plusieurs fois et ligne par ligne.
L'édition de 1993 fournit à cet égard les brouillons et les plans antérieurs à la version publiée par Febvre en 1949, assortie d'une analyse de certains points de ces textes inédits par Jacques Le Goff, en préface. En outre, cette réédition a été revue et corrigée par Étienne Bloch, qui a tenté de publier la version la plus proche possible du manuscrit définitif. En effet, Febvre a effectué quelques ajouts et modifications aux textes, et supprimé un passage, dans la première édition publiée en 1949. La méthodologie utilisée pour recomposer le texte définitif et les différentes modifications y sont indiquées.

## Critiques et influences
L'ouvrage est globalement considéré comme un ouvrage essentiel de l'historiographie française, d'abord en ce qu’il constitue le « testament » historique de Marc Bloch,, et plus largement parce qu'il fait la synthèse des idées des historiens qui s'inscrivent dans la pensée de l'école des Annales au milieu du XXe siècle.
L'Apologie pour l'histoire a d'ailleurs un écho mondial à la suite de sa parution en 1949. Mais l'ouvrage tombe en désuétude progressivement au cours des décennies qui suivent. En effet, les conception de Marc Bloch sur les sciences auxiliaires et l'interdisciplinarité sont à l'origine de la perte d'intérêt pour l'essai avec les générations suivantes d'historiens, qui formulent, dans le sillage de Fernand Braudel, mais surtout avec Paul Veyne et Michel de Certeau, des questionnements qui s'éloignent de la division empirique des sciences humaines. La façon de penser le travail de l'historien comme une discipline à part des autres paraît désuète. Les historiens marxistes, foucaldiens ou partisans de la psychanalyse, et qui font de l'interdisciplinarité un élément de leur conception des sciences humaines, polémiquent sur le modèle conceptuel à suivre pour mener à bien leurs travaux (linguistic turn, anthropologie historique, etc.).
Dans sa préface de l’ouvrage, en 1974, Georges Duby se montre critique de l’essai. Il voit en l'Apologie un grand texte décevant, qui a vieilli, plein de scories résiduelles, « englué bien sûr dans ce que nous pouvons aujourd'hui apercevoir comme une épaisseur désuète de traditions et d'habitudes »,.
L'ouvrage regagne en popularité à la parution d'une nouvelle édition critique en 1993, préfacée par Jacques Le Goff et dirigée par Étienne Bloch, le fils de l'auteur. Le Goff dit : « un livre comme celui-ci conserve en 1993, une grande part de sa nouveauté, de sa nécessité ». De même, Gérard Noiriel, après avoir exposé ses craintes quant aux formes qu'ont pris les querelles théoriques dans le monde universitaire, plaide en 1994 pour « un retour aux thèses développées par Marc Bloch, susceptible de nous aider à résoudre ces problèmes ». L'historienne médiéviste Janet Nelson en parle en ces termes, à l'occasion de la réédition en anglais : « Il est des livres qui ne vieillissent pas. Soixante ans après, celui-ci a la même pertinence pour les historiens qu'au jour où il a été écrit ».
L'ouvrage est traduit en anglais en 1954 sous le titre The Historian's Craft, à une période où Marc Bloch n'est pas encore très connu dans le monde anglophone. En effet, il faut attendre les années 1960, avec la publication en anglais de La Société féodale en 1961, de travaux sur la France rurale du Moyen Âge sous le nom de French Rural History, et Land and Work in Medieval Europe, et des Rois thaumaturges en 1973 pour que l'auteur acquière une réputation importante dans cet espace linguistique. Sa renommée suit en partie celle d'autres auteurs des Annales, qui sont aussi traduits à cette période-là, comme Fernand Braudel.

## Éditions
- Apologie pour l'histoire ou métier d'historien, Armand Colin, Cahier des Annales no 3, 1949[2](première édition, plusieurs fois rééditée).
- Apologie pour l'histoire ou métier d'historien : Édition critique préparée par Étienne Bloch, Armand Colin, 1993.  (ISBN 2-200-21295-X) (nouvelle édition plus complète et intégrant des brouillons, préfacée par Jacques Le Goff[1]. Rééditée en 2018).
- The Historian's Craft, Manchester University Press, 1992(édition en anglais préfacée par Peter Burke).
- Apologie der Geschichtswissenschaft oder Der Beruf des Historikers, Klett-Cotta, 2002.  (ISBN 3608941703) (édition en allemand dirigée par Peter Schöttler et traduite par Wolfram Bayer).
- Apologia della Storia, Einaudi, 2009.  (ISBN 8806200666) (édition en italien traduite par G. Gouthier).
- Historian puolustus. Artemisia, 2003. (Édition en finnois traduite par Ossi Lehtiö.)

En outre, l'ouvrage est intégré dans le recueil L'Histoire, la Guerre, la Résistance, dirigé par Annette Becker et Étienne Bloch, Gallimard, collection « Quarto », 2006.